# Jezierna (stacja kolejowa)
Jezierna (ukr. Озерна, ros. Озерна) – stacja kolejowa w miejscowości Jezierna, w rejonie zborowskim, w obwodzie tarnopolskim, na Ukrainie.
Stacja powstała w XIX w..